# Saint-Hubert-de-Rivière-du-Loup
Saint-Hubert-de-Rivière-du-Loup es un municipio canadiense situado en la provincia de Quebec.

## Superficie
Saint-Hubert-de-Rivière-du-Loup tiene una superficie de 192,2 km².

## Demografía
En 2021, tenía 1412 habitantes, una densidad poblacional de 7,3 hab./km², y 1019 viviendas.